# Lotta tra Carnevale e Quaresima

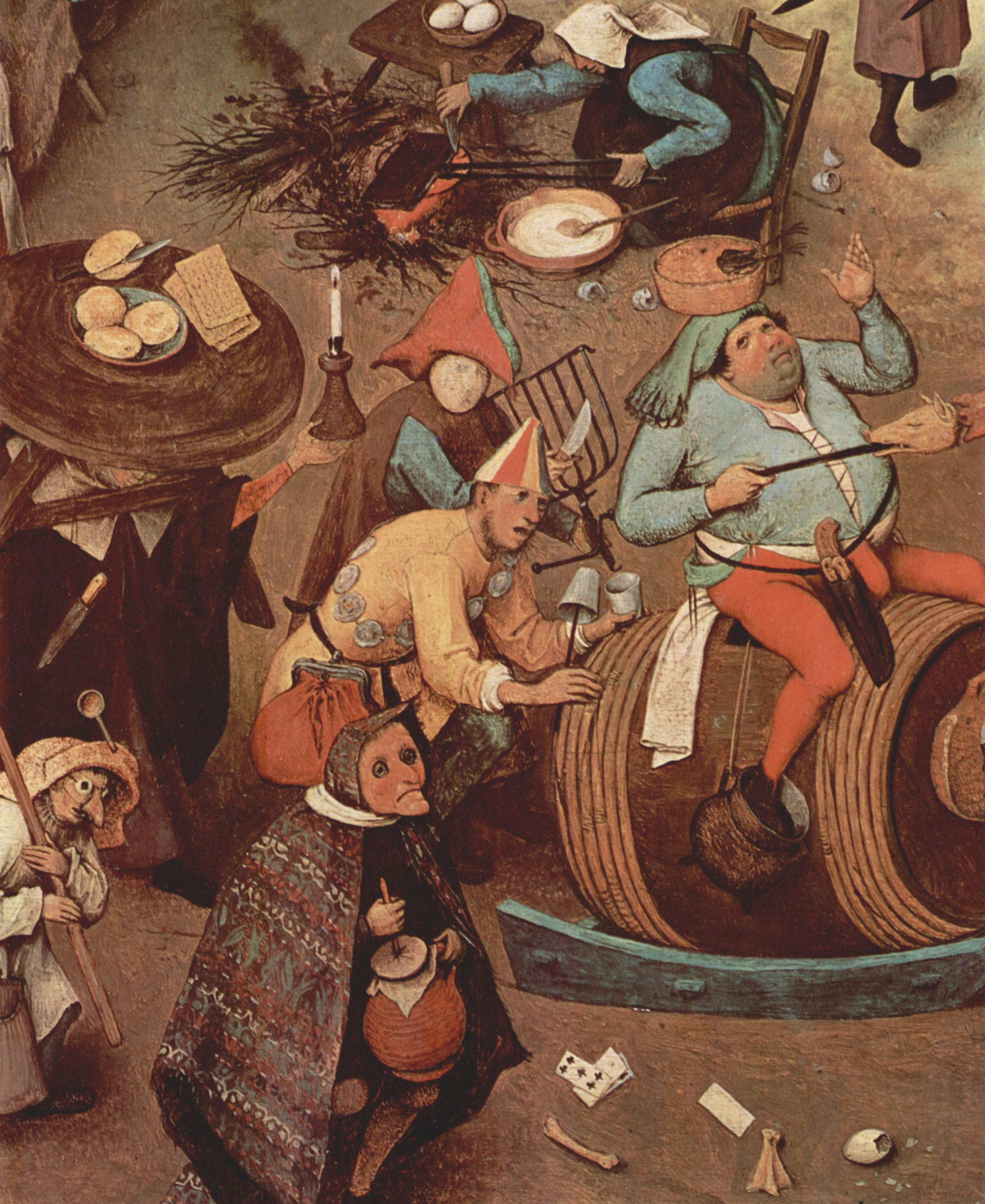
Dettaglio

La Lotta tra Carnevale e Quaresima è un dipinto a olio su tavola (118x164,5 cm) di Pieter Bruegel il Vecchio, datato 1559 e conservato nel Kunsthistorisches Museum di Vienna. È firmato in basso a sinistra "BRUEGEL 1559".

## Storia
L'opera è citata per la prima volta da van Mander nel 1604 e nel 1614 risultava tra i beni di Philips van Valckenisee; nel 1642 era di proprietà di Herman de Neyt e nel 1748 venne documentato nella Weltliche Schatzkammer di Vienna; dopo aver subito alcuni trasferimenti nei palazzi imperiali di Graz e Praga, tornò infine a Vienna nel 1765 e qui rimase

## Descrizione e stile
La brulicante veduta della piazza di un paese mette in scena un combattimento simbolico tra il Carnevale (metà sinistra) e la Quaresima (metà destra). Il primo è rappresentato come un uomo grasso a cavallo di un barile e circondato da succulente pietanze, mentre la seconda è una donna smunta e pallida, che ha come "lancia" una pala con appena due aringhe, a fronte dello spiedo con polli infilzati del rivale. Il Carnevale è spinto da due uomini in maschera, mentre la Quaresima è trainata da un frate e una monaca.
I personaggi a sinistra sono intenti al mangiare, al bere e alla rappresentazione di scene teatrali burlesche, tipiche del festoso periodo carnevalesco, mentre a destra sono inscenati sacrifici e sofferenze. Anche l'architettura entra in gioco per identificare i due gruppi: a sinistra si vede infatti un'osteria, mentre a destra è rappresentata una chiesa.
Al centro del dipinto si vede una coppia di spalle guidata da un buffone: la donna ha una lanterna spenta legata in vita, che allude forse all'avanzare al buio dei due credi religiosi dell'epoca, il Cattolicesimo (Chiesa cattolica), simboleggiato dalla Quaresima, e il Luteranesimo, dal Carnevale. Si tratta però di una rappresentazione che non prende posizione, nel clima chiassoso e sarcastico generale. Entrambi i carri sono infatti guidati da follie e vizio e solo i poverissimi mendicanti, sparsi qua e là con la loro misera condizione rappresentata con realismo, appaiono come figure reali, nell'indifferenza generale. Fa eccezione solo la madre in basso a destra, che riceve un'elemosina da un uomo appena uscito dalla chiesa. Quest'ultimo però, per quanto colto in un atto caritatevole, veste panni rossi e azzurri, che simboleggiano il peccato e l'inganno, a ricordare come il suo atto generoso sia solo un modo ipocrita per considerare la propria anima lavata.
Sul lato opposto va invece in scena una celebre farsa, tipica del periodo carnevalesco, la Sposa sudicia, ovvero un matrimonio zingaresco, e poco dietro è rievocato in maniera burlesca l'episodio di Ursone e Valentino, dal ciclo carolingio.